# 카카오페이지
카카오페이지(kakaopage)는 카카오엔터테인먼트가 운영하는 컨텐트 플랫폼으로, 웹툰과 웹소설 등이 연재되고 있다. 2013년 4월 9일에 서비스를 시작한 이후 만화와 장르소설을 유료로 판매해오다가, 2014년 4월 21일부터 웹툰과 웹소설을 무료로 제공하기 시작했다. 2014년 연내에 웹툰 연재 종수를 100종으로 늘리겠다고 밝혔다.

## 같이 보기
- 카카오 웹툰
- 픽코마